# Kathleen (ville d'Australie)
Kathleen est une ville fantôme située dans la région de Goldfields-Esperance en Australie occidentale, entre Leinster et Wiluna, au long de l'autoroute Goldfields.
De l'or fut découvert dans la région en 1897, dans ce que les locaux appelait alors la Vallée de Kathleen. Elle fut finalement nommée en 1900 Kathleen, perdant ainsi le mot vallée.
Un magasin et des bouchers ouvrirent leurs portes en 1901 et en 1902 la ville a soutenu l'installation de deux hôtels. La Yellow Aster Mine était l'une des principales de la ville.